# Muros (Galiza)
Muros é um município da Espanha na província da Corunha, comunidade autónoma da Galiza, de área 73,3 km² com população de 9 931 habitantes (2007) e densidade populacional de 137,61 hab/km².

## Demografia
| Variação demográfica do município entre 1991 e 2004 | Variação demográfica do município entre 1991 e 2004 | Variação demográfica do município entre 1991 e 2004 | Variação demográfica do município entre 1991 e 2004 |
| --------------------------------------------------- | --------------------------------------------------- | --------------------------------------------------- | --------------------------------------------------- |
| 1991                                                | 1996                                                | 2001                                                | 2004                                                |
| 11255                                               | 11065                                               | 10156                                               | 10050                                               |

## Patrimônio arqueológico

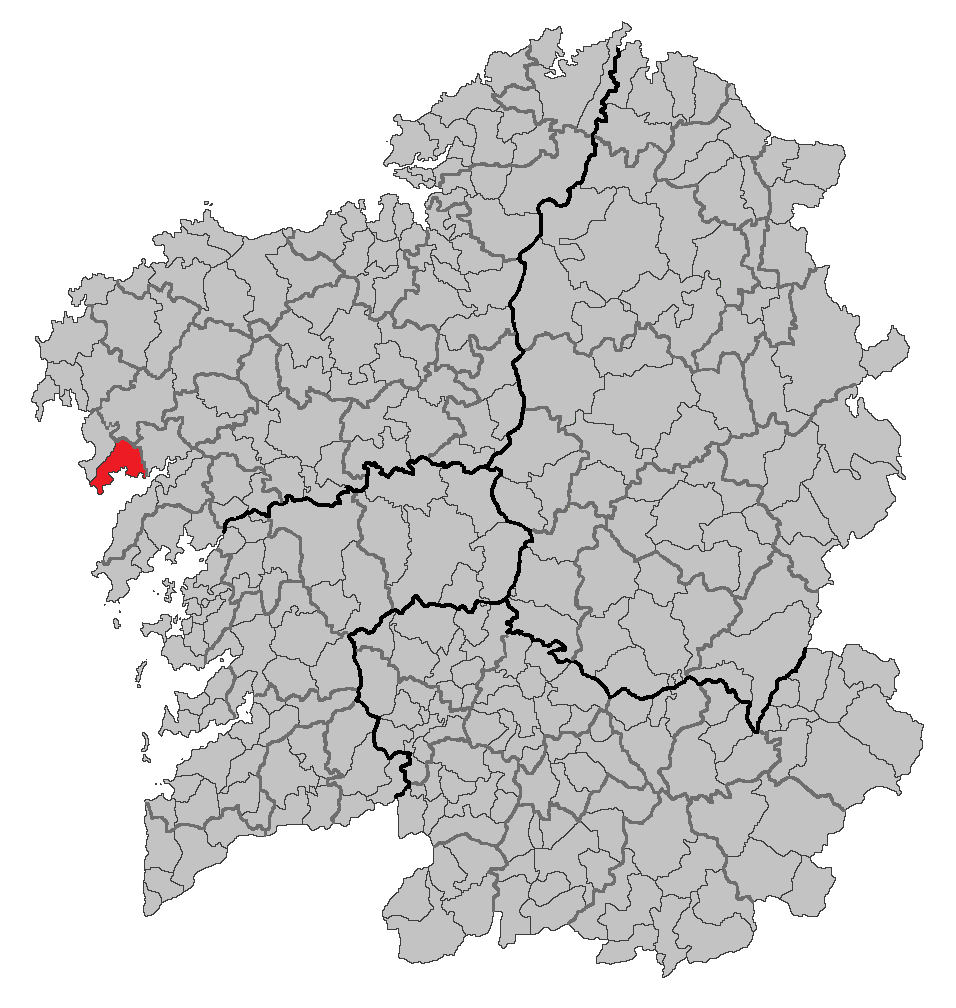
Localização de Muros (Espanha)

- Laje das rodas.